# Vlasta Foltová
Vlasta Foltová, née le 14 mars 1913 à Prague et morte le 2 mai 2001, est une gymnaste artistique tchécoslovaque.

## Palmarès

### Jeux olympiques
- Berlin 1936
  -  médaille d'argent au concours par équipes

### Championnats du monde
- Budapest 1934
  -  médaille d'or au concours par équipes
- Prague 1934
  -  médaille d'or au concours par équipes